# Betliar
Betliar (allemand : Bettler ,hongrois : Betlér) est un village de Slovaquie situé dans la région de Košice.

## Histoire
Première mention écrite du village en 1330.

## Démographie

### Évolution de la population
| Année:               | 1994. | 2004.   | 2014.   | 2024.   |
| -------------------- | ----- | ------- | ------- | ------- |
| Nombre de personnes: | 966   | 979     | 946     | 917     |
| Différence:          |       | +1,34 % | -3,37 % | -3,06 % |

| Année:               | 2023. | 2024.   |
| -------------------- | ----- | ------- |
| Nombre de personnes: | 914   | 917     |
| Différence:          |       | +0,32 % |